# Hyacinthe Dorvo
Hyacinthe Madeleine Dorvo, né à Rennes le 9 octobre 1768 et mort à Tintigny (Belgique) le 15 mars 1839, est un auteur dramatique et romancier français.

## Biographie
Fils d'un procureur au parlement de Bretagne, il devient avocat au Parlement de Paris en 1789. Il obtient le succès en 1798 avec sa pièce Les Envieux. Le soir même le théâtre de l'Odéon est victime d'un grave incendie quelques heures après la sortie du public. La pièce ne connaîtra jamais de deuxième représentations.
Charles Monselet lui consacre un feuilleton.

## Œuvres
- 1793 : Les Trois Héritiers, comédie en trois actes
- 1794 : Le Faux Député, comédie en 3 actes et en vers, Paris, théâtre de la Porte-Saint-Martin, 29 pluviôse an III
- 1795 : Figaro de retour à Paris, comédie en un acte et en vers
- 1797 : Je cherche mon père, comédie en trois actes et en vers
- 1798 : La Veille des noces, ou L'après-souper de Misanthropie et Repentir
- 1799 : Les Envieux, comédie en cinq actes en vers, théâtre de l'Odéon, 28 ventôse an VII
- 1801 : Figaro, ou Tel père, tel fils
- 1801 : L'Auberge allemande, ou Le traître démasqué, comédie en cinq actes
- 1802 : Mon histoire ou la tienne : avec des notes historiques, avec Jean-Frédéric-Auguste Lemière de Corvey
- 1802 : Vernon de Kergalek, ou Il est arrivé
- 1802 : La Paix, comédie en un acte et en vers
- 1804 : Ainsi va le monde, ou Les dangers de la séduction
- 1806 : Gonzalve de Cordoue, ou Le siège de Grenade
- 1806 : Frédéric à Spandau, ou Le libelle
- 1806 : Élisabeth, ou les Exilés en Sibérie, mélodrame en 3 actes et en prose, Paris, Porte-Saint-Martin, 28 octobre
- 1807 : Les Parents ou la Ville et le village, comédie en 3 actes, imitée de l'allemand de August von Kotzebue
- 1807 : La Mort de Du Guesclin
- 1808 : M. Lamentin, ou La manie de se plaindre
- 1809 : Les jeunes femmes
- 1814 : Le Libelle, ou Frédéric à Spandau, mélodrame en trois actes
- 1818 : La Cousine Albert, ou la Maîtresse dans la maison, comédie en 3 actes et en vers, Paris, théâtre Favart, 19 décembre 1818
- 1831 : Poëme sur la révolution de 1830, dédié à Louis-Philippe Ier